# Tylomelania lalemae
Tylomelania lalemae е вид коремоного от семейство Pachychilidae.